# Olivia Serres

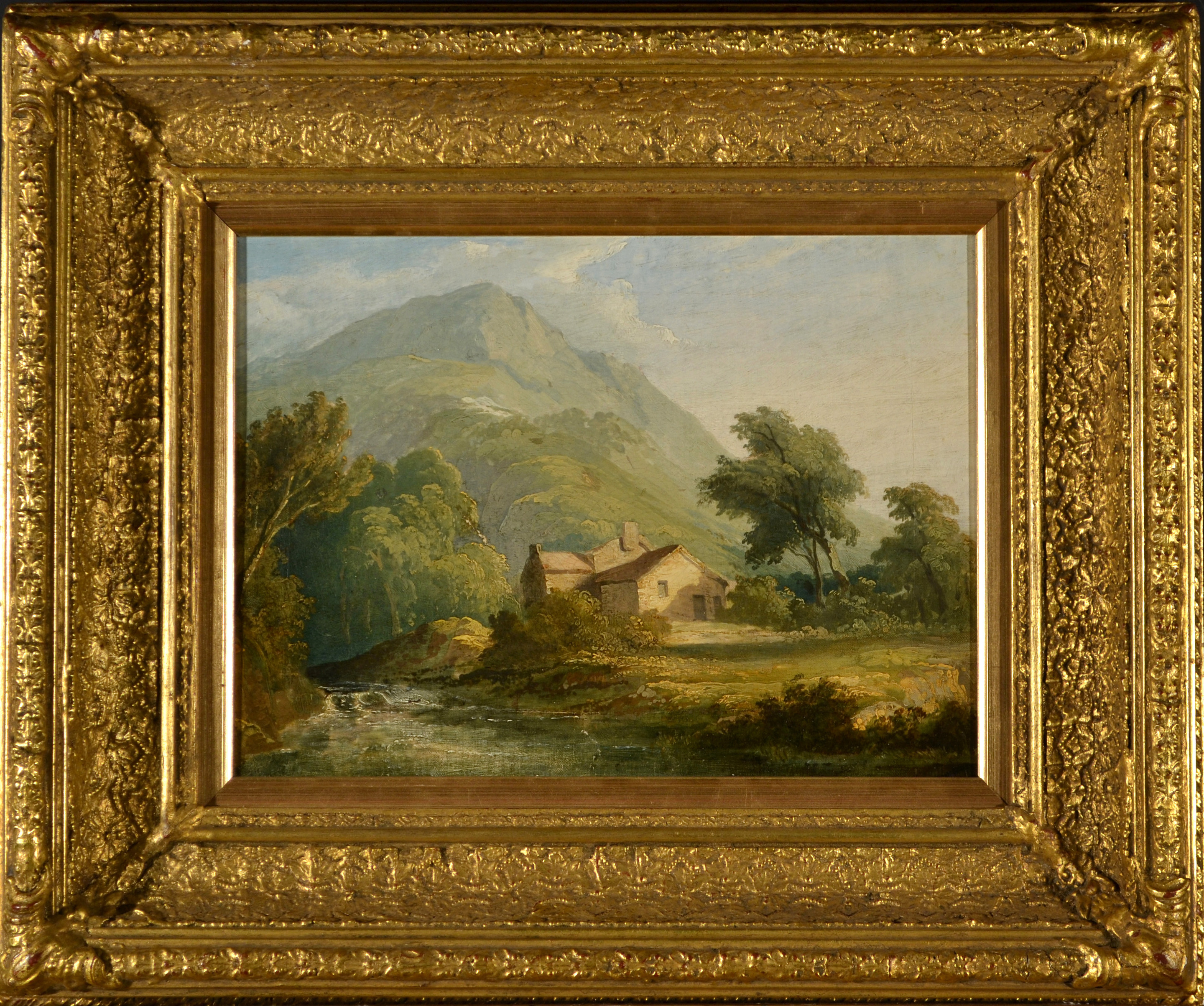
Stone House beneath the mountain, ca. 1800

Olivia Serres, Geburtsname Olivia Wilmot (geboren 3. April 1772 in Warwick; gestorben 21. November 1834 in London) war eine britische Schriftstellerin und Malerin. Neben ihrer künstlerischen Tätigkeit erlangte sie Bekanntheit als „Prinzessin Olive of Cumberland“, da sie hartnäckig behauptete, mit dem britischen Königshaus verwandt zu sein.

## Leben und Werk
Olivia wuchs als Tochter des Malers Robert Wilmot in Warwick auf. Ihr Vater gestaltete dort Wandgemälde im Auftrag des Earl of Warwick, mit dessen Familie die Wilmots entfernt verwandt waren. Olivias Onkel, Dr. James Wilmot, war ein anerkannter Gelehrter, mit Beziehungen in höchste politische Kreise. Olivia lernte ihren zukünftigen Schwiegervater, den angesehenen Marinemaler Dominic Serres kennen, als dieser auf Einladung des Earls Warwick besuchte. Die Bekanntschaft mit dem angesehenen Künstler erleichterte der Familie einige Zeit später nach London überzusiedeln, wo Robert Wilmot in Paddington ein Geschäft eröffnete. Nachdem dort ihr eigenes künstlerisches Talent entdeckt worden war, wurde Olivia Schülerin des Sohnes von Dominic Serres, John Thomas Serres, den sie im Jahr 1791 heiratete. Ihr Onkel und Brautführer, Dr. James Wilmot, empfahl John Thomas Serres bei dieser Gelegenheit, seine Ehefrau beschäftigt zu halten: “keep her employed, or she will be plotting mischief”.

### Familie
Das Ehepaar zog an den Portman Square im Londoner Stadtteil City of Westminster. Dort wurde im Jahr 1793 ihr Sohn John Dominick South geboren, ein Jahr später die erste Tochter Mary Estrella Olivia. Olivia Serres bekam noch sechs weitere Kinder, nur zwei erreichten das Jugendalter. Lavinia Serres wurde im Jahr 1797 in Liverpool geboren, wo die Familie zu diesem Zeitpunkt kurzzeitig wohnte. Die jüngste Tochter, Britannia, kam im Jahr 1802 in London zur Welt. Zu diesem Zeitpunkt befand sich die Ehe bereits in einer tiefen Krise. Olivia und John Thomas Serres ließen sich im Jahr 1805 scheiden. Im Vorjahr hatte Olivia Serres im Verlauf einer außerehelichen Affäre ein weiteres Kind bekommen.

### Künstlerisches Schaffen
Olivia Serres stellte mehrmals in der Royal Academy of Arts und in der British Institution aus. Zudem veröffentlichte sie mehrere Gedichte, ein Theaterstück, einen Roman und eine Biographie ihres Onkels. 1806 wurde sie offizielle Landschaftsmalerin des Prince of Wales, dennoch geriet sie oft in finanziellen Schwierigkeiten und saß infolgedessen im Schuldgefängnis ein.

## „Princess Olive of Cumberland“

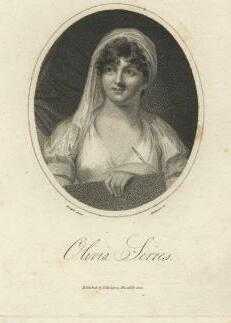
Olivia Serres

Infolge der Bekanntschaft mit Mitgliedern der königlichen Familie entwickelte Olivia Serres die Vorstellung, selbst royaler Abstammung und eine uneheliche Tochter des britischen Prinzen Henry, Duke of Cumberland and Strathearn zu sein. Dieser habe ihre Mutter im Jahre 1767 heimlich geheiratet. Im Jahr ihrer Geburt ehelichte der Herzog – Olivias Ansicht nach ein Bigamist – Lady Anne Horton, was als Grund für die Ausformulierung des Royal Marriages Act 1772 gilt. Sie verfolgte ihre vermeintlichen Ansprüche mit zunehmenden Lebensalter immer hartnäckiger und brachte damit auch ihren Ehemann John Thomas Serres, der ein sehr angesehener und einflussreicher Künstler war, in finanzielle und gesellschaftliche Schwierigkeiten. Diese wirkten auch nach der Trennung des Ehepaares nach, so dass John Thomas Serres mehrfach in Schuldhaft geriet, kaum Aufträge mehr erhielt und bei Hofe nicht mehr empfangen wurde.
Olivia Serres machte ihre entsprechenden Angaben im Jahr 1817 öffentlich. Nach dem Tode von König Georg III. stilisierte Olivia Serres sich zudem zunehmend in der Öffentlichkeit als legitime Tochter des Herzogs von Cumberland, entwarf für sich ein eigenes Wappen und ließ sich mit einer damit verzierten Kutsche durch London fahren. Dieses Verhalten brachte ihr den spöttischen Beinamen „Princess Olive of Cumberland“ ein. Inzwischen hatte Olivia die Geschichte ihrer Herkunft erweitert. Sie erklärte in einem Schreiben an den neuen König Georg IV., dass ihr eigener Onkel, Dr. James Wilmot, im Geheimen die Schwester des polnischen Königs geehelicht habe. Ihre Mutter, die ihrerseits im Jahr 1767 den Bruder des britischen Königs „im Londoner Haus eines Edelmannes“ geheiratet haben soll, sei das einzige Kind dieser Ehe. Olivia selbst sei wenige Tage nach der Geburt an Robert Wilmot übergeben und von diesem und seiner Frau an Kindes statt aufgezogen worden.
Als Olivia Serres infolge ihrer Schulden im Jahr 1821 festgenommen wurde, berief sie sich auf ihre vermeintliche königliche Abkunft und erklärte, dass einer Prinzessin kein Prozess gemacht werden dürfe. Ihre Behauptungen wurden erstmals im Jahr 1823 im britischen Parlament diskutiert und von Robert Peel als unbegründet bezeichnet. Ein Jahr später wurden ihre Angaben durch den konservativen Abgeordneten Gerard Noel im Rahmen einer Petition erneut dem Parlament vorgetragen aber abschlägig beschieden.
Nach ihrem Tode wurde der Anspruch auf königliche Verwandtschaft durch Olivia Serres’ Tochter Lavinia, die den Portraitmaler und Autor Antony Ryves geheiratet hatte, bis ins hohe Alter weitergeführt. Dabei verwendete sie Unterlagen, die sich als Fälschungen ihrer Mutter herausstellten.

## Werke
- St. Julian. Roman. 1805.
- The Castle of Avola. Drama. 1805.
- Flights of Fancy: Poems. Gedichtband. 1806.
- The Life of the Author of Junius’s Letters The Reverend James Wilmot. Biografie. 1808.